# (192293) Dominikbrunner
(192293) Dominikbrunner est un astéroïde de la ceinture principale.

## Description
(192293) Dominikbrunner est un astéroïde de la ceinture principale. Il fut découvert le 10 octobre 1990 à Tautenburg par Freimut Börngen et Lutz Dieter Schmadel. Il présente une orbite caractérisée par un demi-grand axe de 2,72 UA, une excentricité de 0,16 et une inclinaison de 4,2° par rapport à l'écliptique.

## Compléments